# Мукшур (Алнаський район)
Мукшу́р (рос. Мукшур) — присілок у складі Алнаського району Удмуртії, Росія.

## Населення
Населення — 110 осіб (2010; 131 в 2002).
Національний склад станом на 2002 рік:
- удмурти — 95 %

## Урбаноніми[3]
- вулиці — Поперечна, Садова, Шкільна